# Kelurahan Cipinang Besar Utara
Kelurahan Cipinang Besar Utara är en administrativ by i Indonesien.   Den ligger i provinsen Jakarta, i den västra delen av landet. Huvudstaden Jakarta ligger i Kelurahan Cipinang Besar Utara.